# 星の村天文台
星の村天文台（ほしのむらてんもんだい）は、福島県田村市にある天文台。

## 概要
※出典：

### 料金
- 天文台見学（夜間公開）：大人 500円、小・中学生 300円、幼児 無料
- プラネタリウム：大人 500円、小・中学生 300円、幼児 無料（団体割引15名様以上 各50円引き）

### 開館時間
- 春・夏：10時から17時（4月1日から9月末）
- 秋・冬：10時から16時（10月1日から3月末）

### 休館日
- 4月から11月まで：毎週火曜日
- 12月から3月まで：毎週火曜日・水曜日
- 年末年始休館（12月28日 - 1月4日）

## 機材
※出典：
- 口径65cmカセグレン式反射望遠鏡（～絆 KIZUNA～）
- コロナドフィルター太陽観測装置あり

## アクセス
- 車：磐越自動車道・小野ICから車約15分
- 電車：JR磐越東線・神俣駅から車約5分